# Dysschema mosera
Dysschema mosera là một loài bướm đêm thuộc phân họ Arctiinae, họ Erebidae.